# Radula microloba
Radula microloba là một loài rêu trong họ Radulaceae. Loài này được Gottsche mô tả khoa học đầu tiên năm 1845.
Danh pháp khoa học của loài này chưa được làm sáng tỏ. 